# 湖南大学附属中学
湖南大学附属中学，简称湖大附中，位于中国湖南省长沙市，是一所全日制完全中学。

## 历史沿革

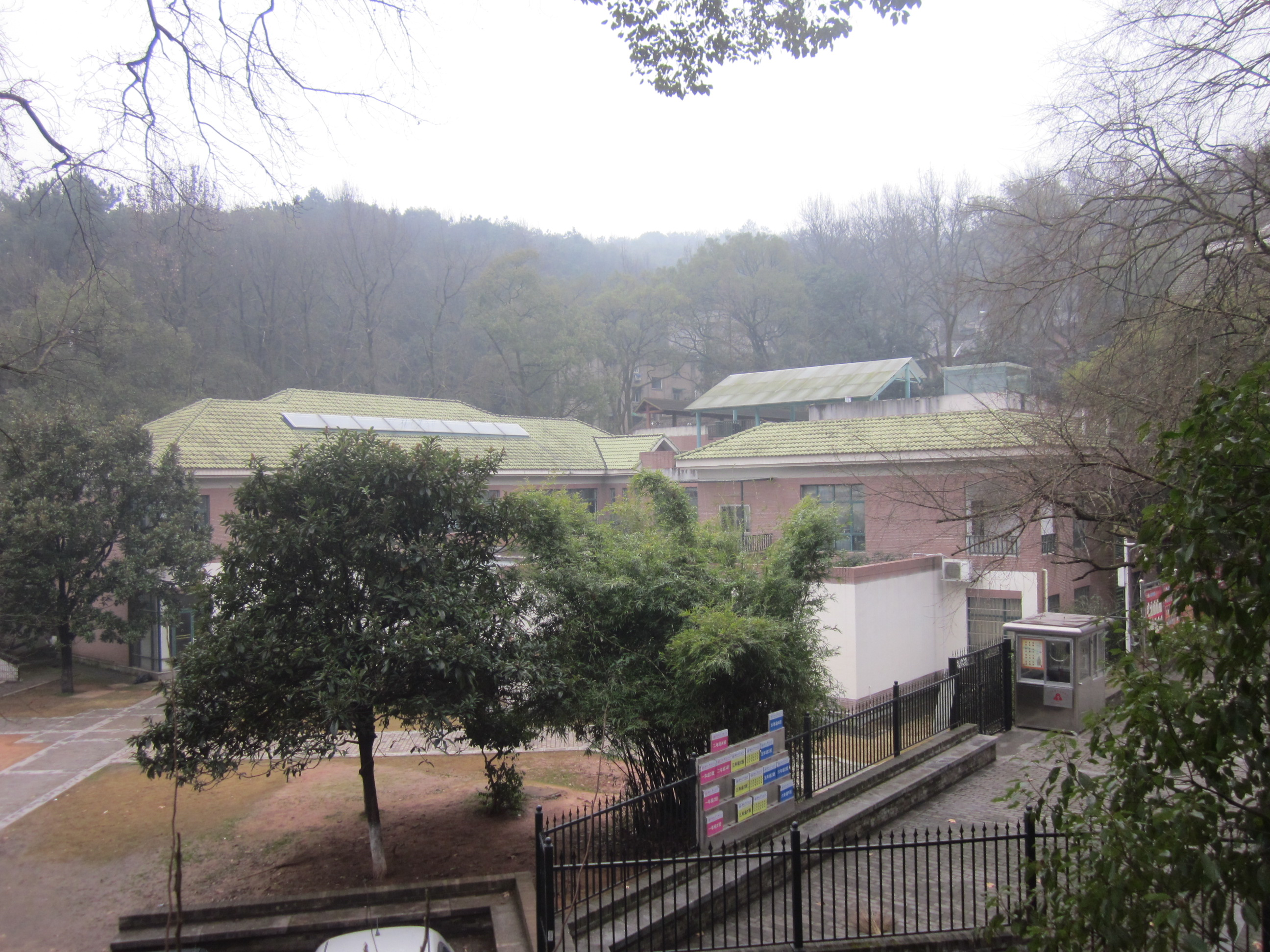
原校区

湖南大学附属中学始建于1937年，原名云麓中学。抗战时期，学校搬至湘西辰溪县继续办学，后于抗战胜利后迁回。
1970年，湖南大学子弟学校创办中学部。1983年，子弟学校分设子弟中学和子弟小学。1989年，子弟中学依据长沙市相关规定改为湖南大学附属中学。
1992年，湖大附中被评为长沙市示范性重点中学。2023年，湖大附中从岳麓山下整体搬迁到罗家嘴新校址办学。